# Mike Baillie
Mike Baillie era el baterista del grupo punk The Skids de 1979 a 1981 y durante las dos reuniones en el 2002 y 2003, y en el 2006 y 2007.
Conoció a Richard Jobson en un bus en 1976. En 1979, a la inminente temporalidad de Rusty Egan en el puesto de baterista en The Skids, le tocó ser su reemplazo.
A comienzos de 1981 y poco después de grabar un demo, se va de la banda. Sus presentimientos sobre su estancia ahí se expresan con aquella declaración que hizo tiempo después:

“I left before Stuart left. I wanted to be a musician not a pop star. I wanted to play music, not be a pawn in somebody’s game in the music industry. “

En español: 

"Yo me fui antes de que Stuart se fuera. Yo quería ser un músico, no una estrella pop. Yo quería tocar música, no ser un peón de ajedrez en el juego de alguien en la industria musical."